# Léonor Serraille
Léonor Serraille (Lyon, 1986) es una directora de cine y guionista francesa nacida en Lyon.

## Biografía
Estudió en La Femis , Escuela Nacional de Imagen y Sonido, graduándose en guion cinematográfico y en 2013 realizó un máster en literatura general y comparada en la Universidad de Sorbona Nueva.  En 2016 presentó su primer largometraje, Jeune femme, una película sobre la precariedad de la juventud francesa actual, que logró varios reconocimientos entre ellos la Cámara de Oro en el Festival de Cannes.

## Filmografía
- 2016 : Body (courtometraje)
- 2017 : Jeune femme

## Distinciones
- 2017 : Caméra d'or, por Jeune femme, selección oficial « Un certain regard », Festival de Cannes, Francia.